# Viöl
Viöl (tiếng Đan Mạch: Fjolde, tiếng Bắc Friesland: Fjåål) là một đô thị thuộc huyện Nordfriesland, bang Schleswig-Holstein, Đức.